# Gibbaranea gibbosa
A Gibbaranea gibbosa (Walckenaer, 1802), vagy szabadfordításban púpos vállú keresztespók a keresztespókfélék családjába tartozó pókfajta.

## Élőhely
Ez a pókféle nyílt területek lakója. Kör alakú hálóját fákra és bokrokra szövi, de jól alkalmazkodott az ember lakta környezethez is.

## Külső
A keresztespókokra jellemző duzzadt potroha van, barna színű mintával.
A potroh váll részénél két kidudorodás látható mely a barnától a halvány vörös színárnyalatig terjedhet.
Potroha háti része gyakran zöld színezetű az erdőben élő egyedeknél.

## Elterjedése
Ez a faj Európától egész Azerbajdzsánig megtalálható.

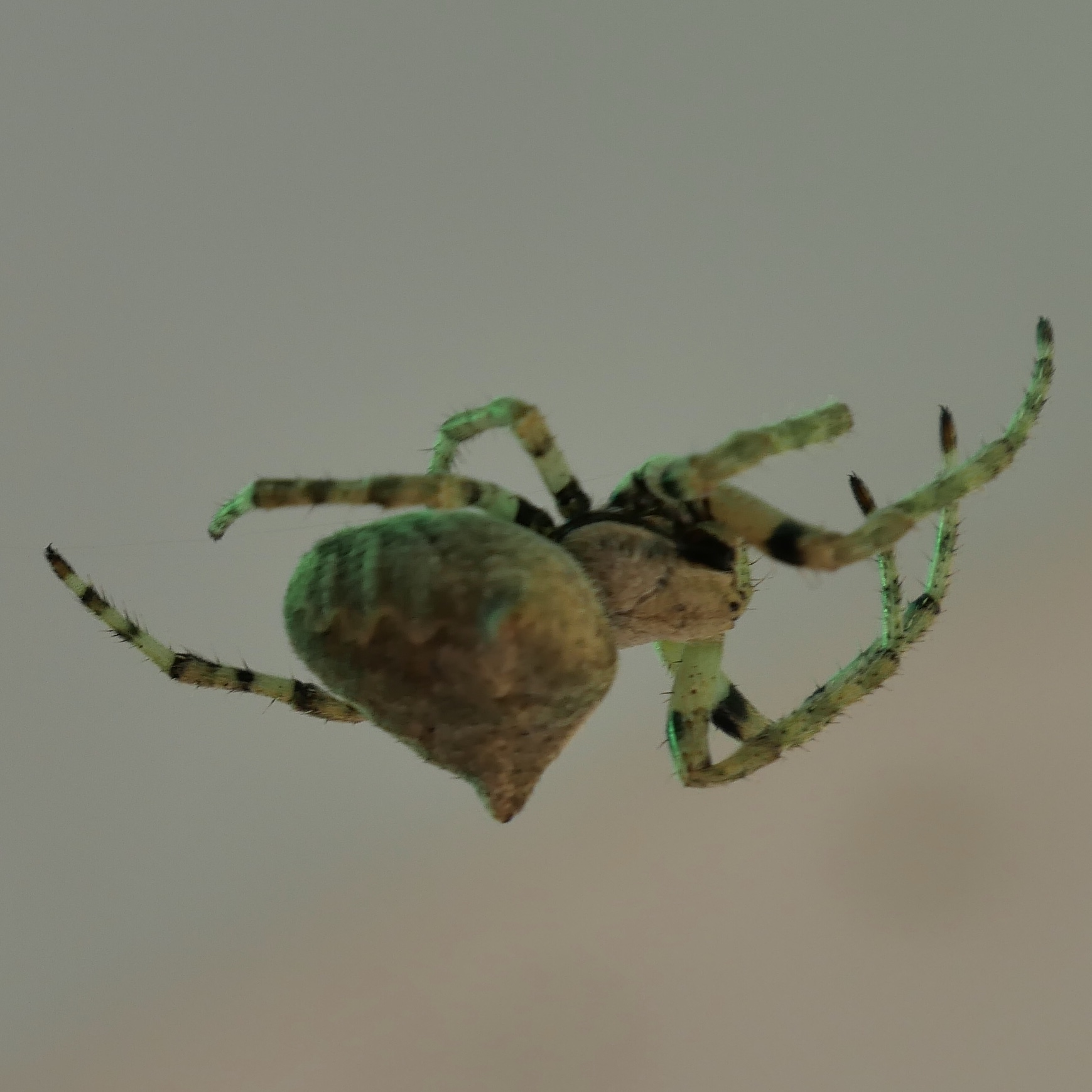
Gibbaranea gibbosa

## Taxonómia
Jelenleg két alfaja ismert:
- Gibbaranea gibbosa confinis - Spanyolország, Korzika[1]
- Gibbaranea gibbosa gibbosa - Európa, Törökország, Kaukázus